# Cassoulet

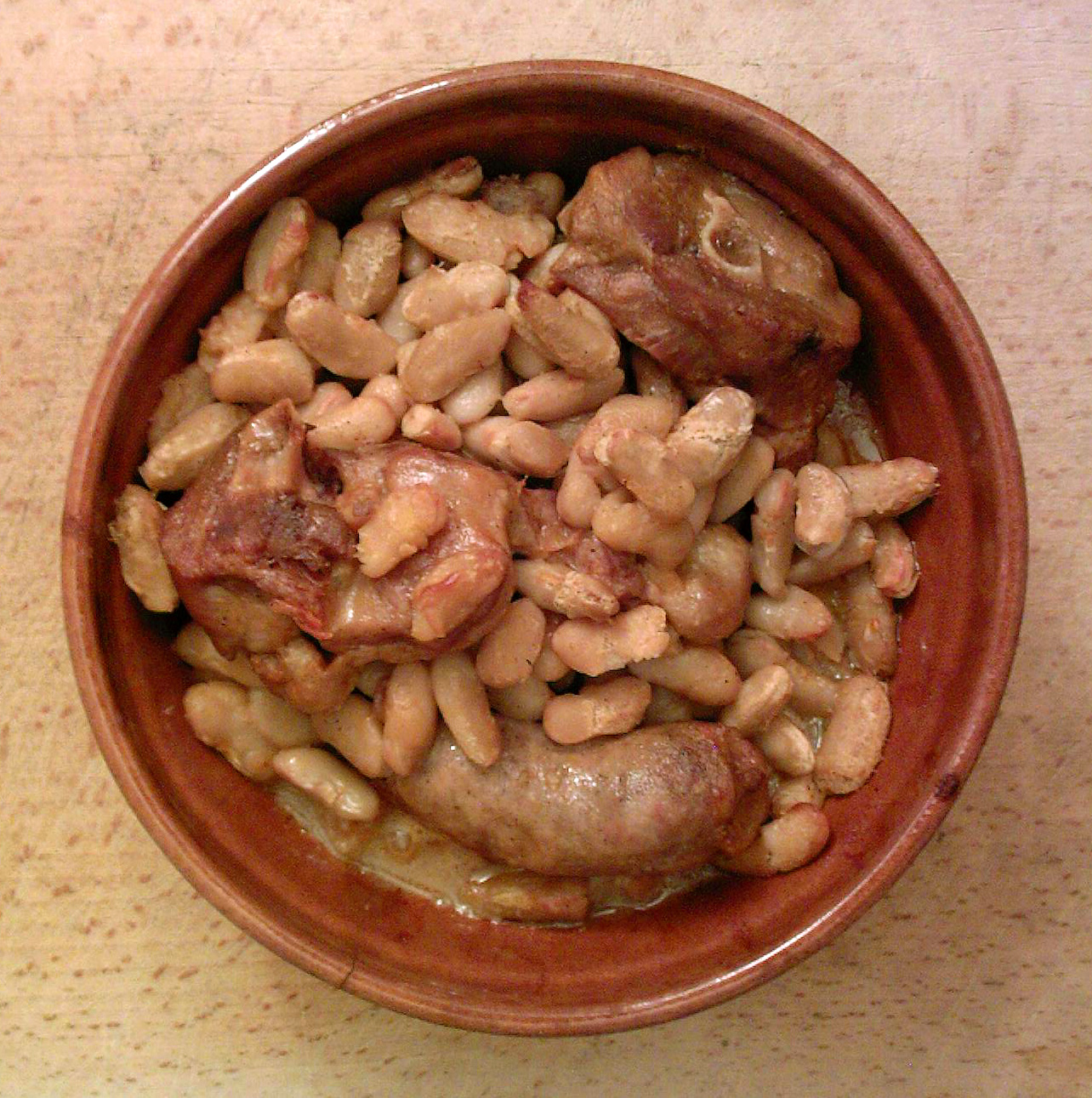
Cassoulet en su cazuela de barro

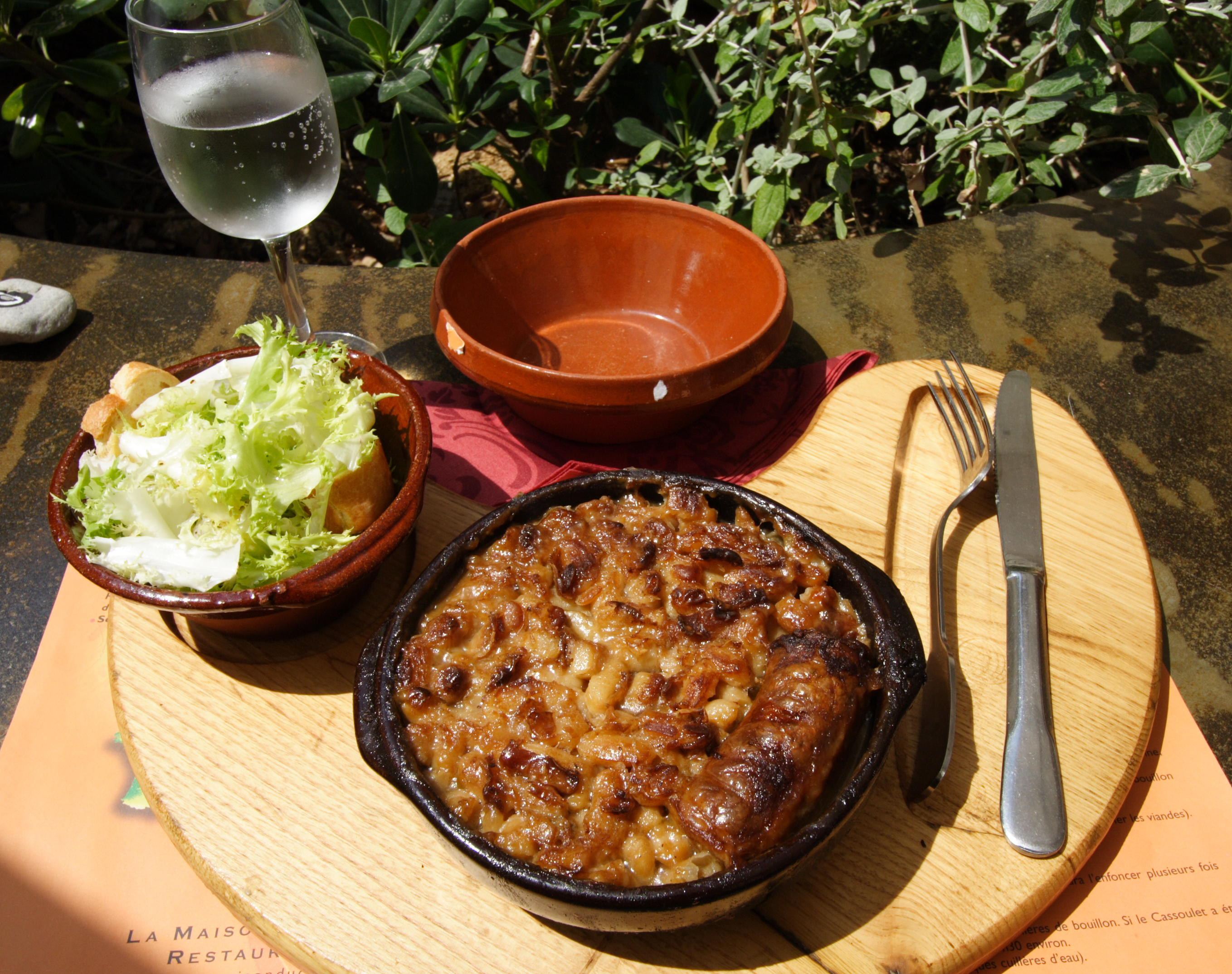
Cassoulet de Carcasona

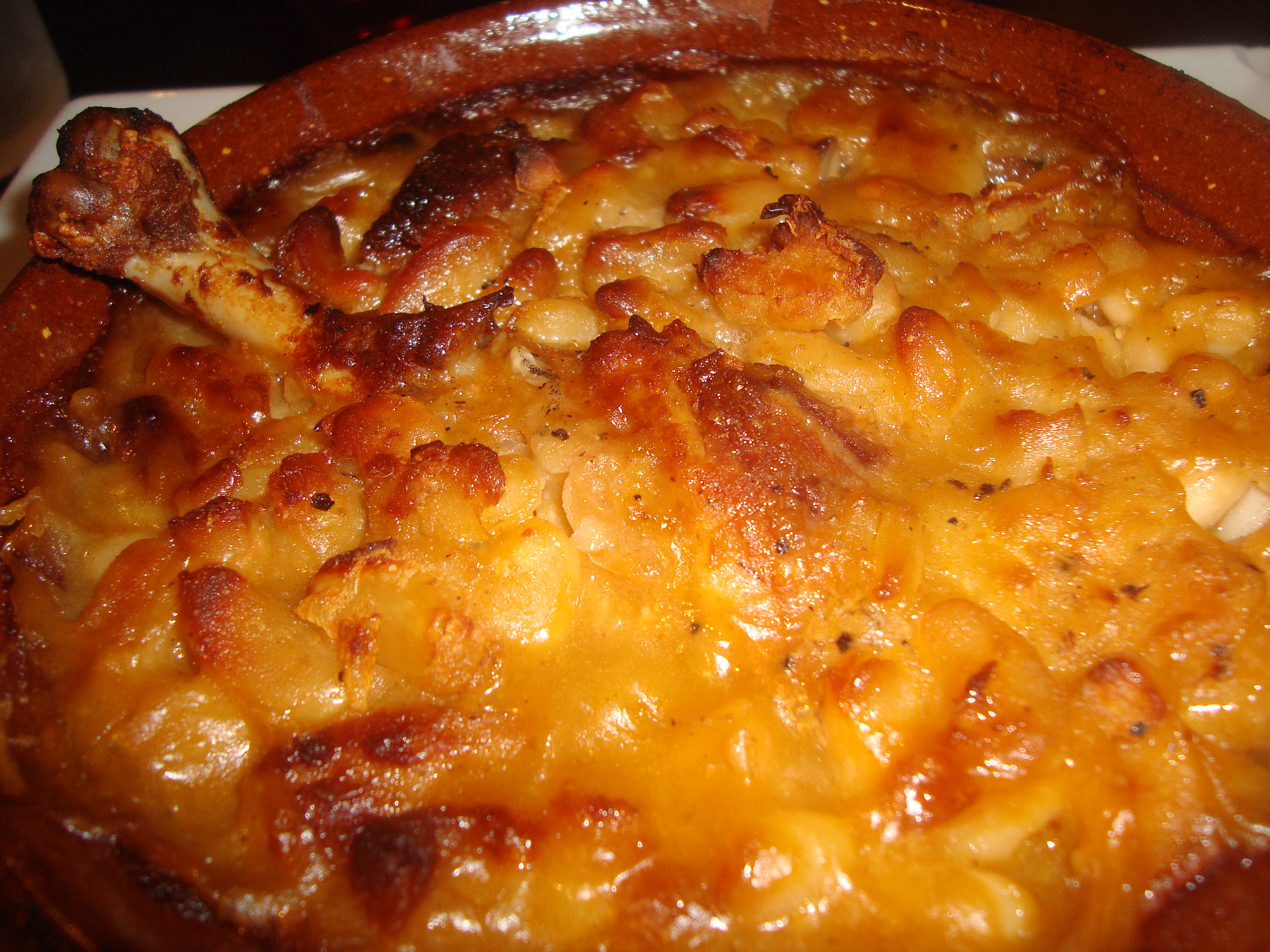
Cassoulet, Carcasona

El cassoulet (del occitano caçolet, «cazoleta» en castellano) es un plato gastronómico, fundamentalmente un guiso hecho con alubias blancas o frijoles, y distintas partes de carne animal. Es típico de la cocina del sur de Francia, concretamente de las regiones de Occitania.

## Características
Aunque, como en todas los platos antiguos y populares, hay diferencias entre las recetas de una familia y otra, se puede concretar que el ingrediente básico del cassoulet son las alubias blancas, que se cuecen con trozos de carne y embutidos que pueden variar según la receta, pero entre los que se suele encontrar costilla de cerdo, salchichas de Toulouse, tocino y corteza de tocino y pato confitado. En algunas modalidades de la receta incluso morcilla de sangre, dependiendo de la temporada del año o la variedad local. 
Las alubias se ponen en remojo unas horas antes y luego se cuece todo a fuego lento con algunas verduras (tomate, cebolla, zanahorias, ajo y finas hierbas), grasa de pato y un poco de agua en una cassole o cazuela de barro. Este recipiente, o más bien su diminutivo, que en castellano sería «cazuelita», es lo que da el nombre al plato.
Tres ciudades cercanas, Castelnaudary, Carcasona y Toulouse, se disputan el origen primigenio y sobre todo la mejor calidad de cada variedad del plato, continuando una disputa ya ancestral. Se dice sin embargo también que en Castelnaudary se encuentra el cassoulet «Dios, el Padre», en Carcasona se encuentra el cassoulet «Dios el Hijo» y en Toulouse se encuentra el cassoulet «Dios, el Espíritu Santo», refiriéndose al concepto cristiano de la Trinidad. 
Es muy habitual encontrarlo ya preparado en latas en Francia, variando en calidad e ingredientes según la versión y precios. Las más baratas suelen contener tan sólo alubias, salsa de tomate, unas piezas de cerdo y salchichas baratas. Preparaciones más caras usan grasa de oca y además pueden incluir salchichas de Toulouse (parecidas a las butifarras frescas catalanas), oca, cordero o trozos de pato confitado.

## Variantes
Este plato occitano no es muy diferente de otros platos típicos de resistencia de invierno que se comen en España, como los típicos cocidos, como las judías de El Barco de Ávila, o la butifarra con alubias.  De hecho parece que este último plato y el cassoulet derivan de una versión común con habas, pero que con la llegada de las alubias en el norte del Pirineo sustituyeron las habas por estas otras mientras que en el sur no se hizo. Evidentemente, en cada región, para este tipo de platos, se utilizan las especialidades locales y no otras para enriquecer el plato. En México, existe un platillo llamado frijoles charros el cual es muy similar a la fabada asturiana, la receta varía de región en región y de casa en casa por ser recetas muy antiguas, cuyos orígenes se remontan a tiempos precolombinos, si bien la receta como se conoce actualmente, se desarrolló en el virreinato por antiguos vaqueros del norte del país, también conocidos como charros, de donde proviene su nombre; estos desarrollaron el platillo, ya que al vivir en zonas áridas contaban solo con granos y ristras de chiles y ajos, embutidos y casquería en general que provenía de su profesión; sus ingredientes típicos son frijol de las variedades pinto o peruano, tocino, chorizo, en ocasiones salchicha o costilla, chiles secos o encurtidos, tomate, cebolla, ajo y hierbas de olor; los frijoles charros al igual que el cassoulet suelen cocinarse y servirse en enseres de barro, si bien el primero es un plato más caldoso. En Brasil, un plato comparable pero que utiliza judías pintas y carnes de allí, es la feijoada. En el Reino Unido las sencillas baked beans son típicas, populares y muy características.